# Glaciar Gangotri
O glaciar Gangotri situa-se no distrito de Uttarkashi, Uttarakhand, Índia, próximo da fronteira com a China. Este glaciar é a origem do rio Ganges e é um dos maiores dos Himalaias, com 200 km² de superfície gelada e um volume estimado em 27 km³.
 Tem cerca de 30 km de comprimento e a sua largura varia entre 2 e 4 km. À sua volta encontram-se vários picos montanhosos como o Shivling, o Thalay Sagar e o Meru. O movimento do glaciar faz-se em direção a noroeste, formando um circo glacial abaixo do Chaukhamba, o pico mais alto da vizinhança.
Diz-se que o término do Gangotri se assemelha à boca de uma vaca e o local é conhecido pelo nome Goumukh (cara de vaca). Goumukh, que se situa a cerca de 18 km da povoação de Gangotri, no sopé do Shivling, é a origem precisa do rio Bhagirathi, um importante tributário do rio Ganges.
O glaciar Gangotri é ainda um destino de peregrinação hindu. Os hindus devotos consideram o banho nas águas geladas próximas de Gangotri um ritual sagrado, e muitos deslocam-se ali com esse propósito.

## Recuo do glaciar Gangotri
Este glaciar encontra-se em recuo constante desde 1780. No entanto, durante os últimos 25 anos, recuou mais de 850 metros, 76 dos quais apenas entre 1996 e 1999, comparados com os 2 km ao longo dos últimos 200 anos.